# Monte Porzio Catone
Monte Porzio Catone – miejscowość i gmina we Włoszech, w regionie Lacjum, w prowincji Rzym.
Według danych na rok 2004 gminę zamieszkiwały 7723 osoby, 858,1 os./km².